# كيد بالدوين
كيد بالدوين (بالإنجليزية: Kid Baldwin)‏ هو لاعب كرة قاعدة أمريكي، ولد في 1 أكتوبر 1864 في نيوبورت في الولايات المتحدة، وتوفي في 10 يوليو 1897 في سينسيناتي في الولايات المتحدة.

## وصلات خارجية
- كيد بالدوين على موقعبيزبول رفرنس.كوم (الدوري الرئيسي) (الإنجليزية)
- كيد بالدوين على موقعبيزبول رفرنس.كوم (الدوري الثانوي) (الإنجليزية)
- كيد بالدوين على موقع جمعية أبحاث البيسبول الأمريكية (الإنجليزية)
- كيد بالدوين على موقع مشجعي الرسوم البيانية (الإنجليزية)